# Johan Grape
Johan Grape (i riksdagen kallad Grape i Björknäs), född 4 juni 1821 i Burträsks församling, död 27 januari 1899 i Nederkalix församling, var en svensk  militär, lantmätare och politiker.

## Biografi
Grape tog officersexamen och blev underlöjtnant vid Norrbottens fältjägarkår 1844, blev löjtnant 1852, kapten 1862 och 1875 major samtidigt som han tog avsked från regementet; 1896 tog han avsked ur armén.
År 1848 blev han lantmäteriauskulant, och tog dessutom lantmäteriexamen och skeppsmäteriexamen. Från 1854 till 1882 var han avvittringslantmätare i Norrbottens län och kommissionslantmätare 1862 till 1896. Grape var kommunalordförande i Nederkalix landskommun samt landstingsman för Norrbottens läns landsting 1863–1866 och 1871–1872. Från 1866 till 1869 var han överbefälhavare för Kalix skarpskytteförening och 1890 ordförande i Nederkalix försvarsförbund. Grape köpte Björknäs gård 1854 efter den tidigare ägaren Johan Jakob Rutbergs död. Han blev riddare av Svärdsorden 1866.

### Riksdagsman
Johan Grape var riksdagsledamot i andra kammaren från 14 mars 1877–1879, fram till 1878 för Norrbottens norra domsagas valkrets och 1879 för Kalix domsagas valkrets.

### Familj
Johan Grape var son till kyrkoherden Isak Grape och Eva Gustava Dillner. Han gifte sig 1855 med Emilia Bergman, som var född 1832 i Torneå och avled 1915 i Nederkalix samt var dotter till handlanden Gabriel Bergman och Kristina Johanna Vestberg. Makarna Grape fick fyra barn, av vilken kan nämnas kapten Emil Grape, lantmätaren Gustaf Grape och Dagmar Grape, gift Johansson. Makarna Grape är begravda på Älvkyrkogården i Kalix.